# Chaetium festucoides
Chaetium festucoides är en gräsart som beskrevs av Christian Gottfried Daniel Nees von Esenbeck. Chaetium festucoides ingår i släktet Chaetium och familjen gräs. Inga underarter finns listade i Catalogue of Life.